# Relations entre la Norvège et la Suisse
Les relations entre la Norvège et la Suisse sont les relations extérieures entre la Norvège et la Suisse.

## Histoire
Dans les années 1800, il y a eu une certaine migration de main-d'œuvre suisse vers la Norvège. Plusieurs des travailleurs étaient des experts laitiers, qui travaillaient dans l'industrie laitière norvégienne naissante et enseignaient leur savoir-faire à d'autres. La Suisse a ouvert un consulat à Oslo en 1847. La Norvège a établi un consulat général à Zurich en 1906.
Les deux pays sont membres de l'Association européenne de libre-échange, du Conseil de l'Europe et de l'Organisation pour la sécurité et la coopération en Europe.
La Norvège a une ambassade à Berne et la Suisse a une ambassade à Oslo.